# Lourties-Monbrun
Lourties-Monbrun (gaskognisch: Lortias e Montbrun) ist eine französische Gemeinde mit 156 Einwohnern (Stand 1. Januar 2022) im Département Gers in der Region Okzitanien (bis 2015 Midi-Pyrénées); sie gehört zum Arrondissement Mirande und zum Gemeindeverband Val de Gers. Die Bewohner nennen sich Lourtissois/Lourtissoises.

## Geografie
Lourties-Monbrun liegt rund 13 Kilometer südöstlich von Mirande und 22 Kilometer südsüdwestlich von Auch im Süden des Départements Gers. Die Gemeinde besteht aus dem Weiler Lourties, zahlreichen Streusiedlungen und Einzelgehöften. Der Fluss Sousson durchquert die Gemeinde in nördlicher Richtung und bildet streckenweise die westliche Gemeindegrenze.
Nachbargemeinden sind Labarthe im Norden und Nordosten, Masseube im Osten und Südosten, Esclassan-Labastide im Süden, Saint-Arroman im Südwesten und Westen sowie Clermont-Pouyguillès im Westen und Nordwesten.

## Bevölkerungsentwicklung
| Jahr                                                          | 1793 | 1806 | 1891 | 1962 | 1968 | 1975 | 1982 | 1990 | 1999 | 2006 | 2011 | 2016 |
| Einwohner                                                     | 221  | 266  | 233  | 91   | 61   | 50   | 93   | 102  | 108  | 124  | 138  | 152  |
| Quellen: Cassini, Lourties-Monbrun Cassini, Monbrun und INSEE |      |      |      |      |      |      |      |      |      |      |      |      |

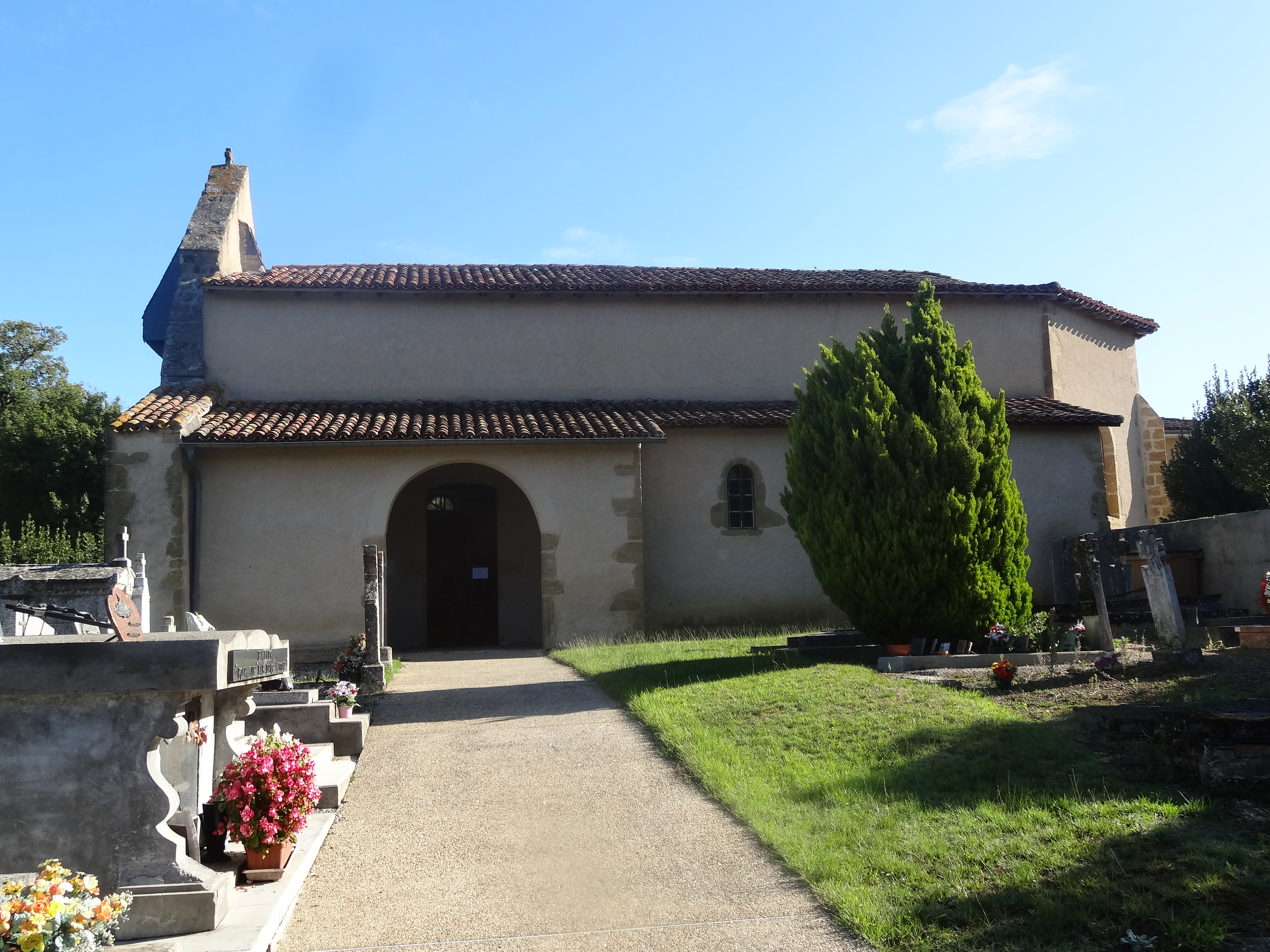
Dorfkirche Saint-Jean-Baptiste
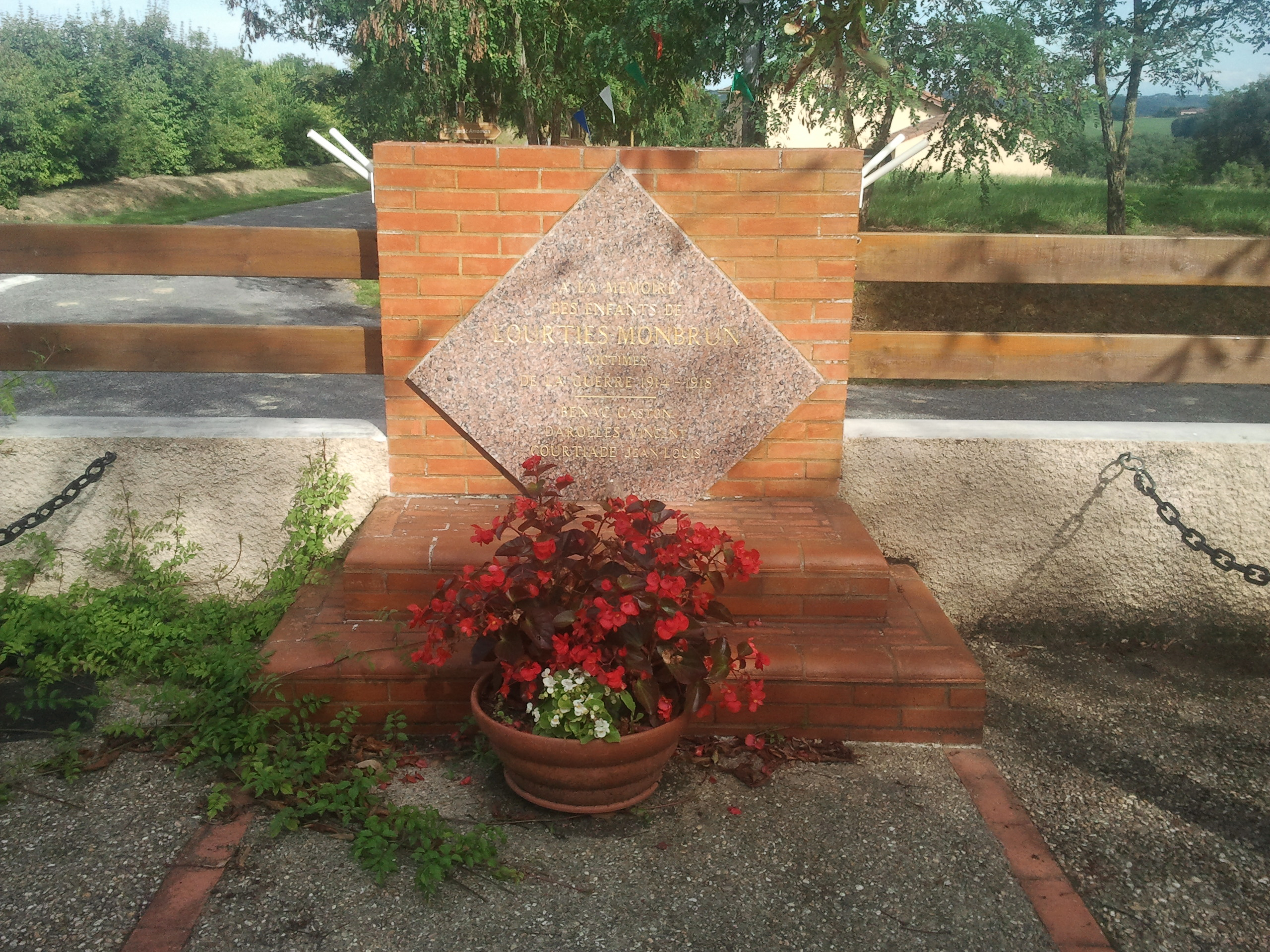
Denkmal für die Gefallenen
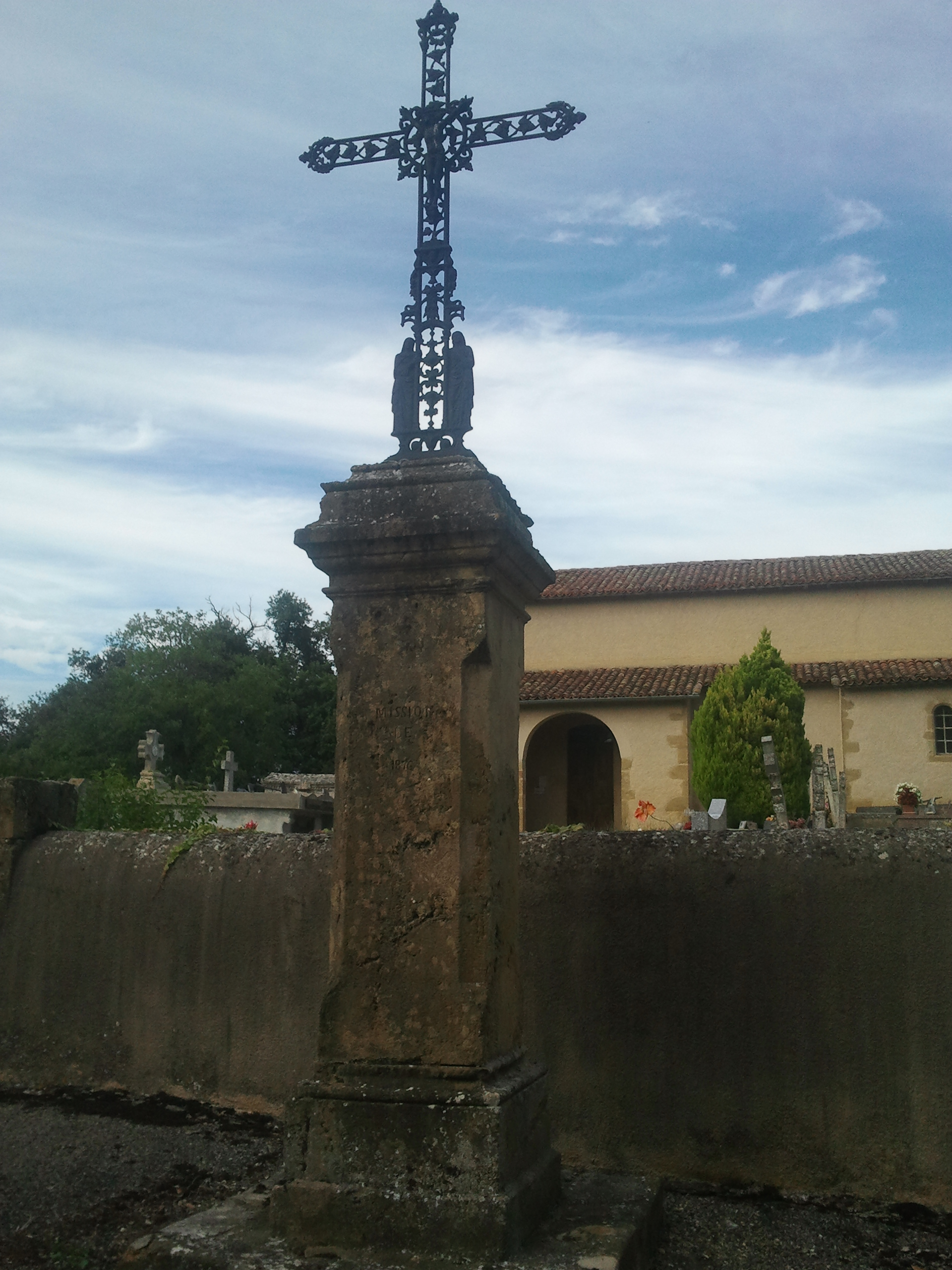
Wegkreuz beim Friedhof